# Кульбич
Кульбич — река в России, протекает по территории Чойского района Республики Алтай.

## География и гидрология
По правому берегу, напротив села Кузя река впадает в одноимённую реку Кузю, в 12 км от устья последней. Длина реки составляет 14 км.

## Данные водного реестра
По данным государственного водного реестра России относится к Верхнеобскому бассейновому округу, водохозяйственный участок реки — Бия, речной подбассейн реки — Бия и Катунь. Речной бассейн реки — (Верхняя) Обь до впадения Иртыша.

## Топографические карты
- Лист карты M-45-18 Уймень. Масштаб: 1 : 100 000. Состояние местности на 1981 год. Издание 1985 г.
- Лист карты M-45-6 Сейка. Масштаб: 1 : 100 000. Состояние местности на 1981 год. Издание 1985 г.